# Leif Sylvester Petersen
Leif Sylvester Petersen (født 18. april 1940 i København) er en dansk kunstmaler, grafiker, musiker og skuespiller. Han er oprindeligt udlært som tømrer, men har sideløbende arbejdet som udøvende musiker og kunstner.
Debuten skete sidst i 1960'erne, da han på kunstnernes efterårsudstilling blev dybt skuffet over lanceringen af den etablerede kunst. Det samme var Erik Clausen og sammen begyndte de at udstille på gaderne og efterhånden også at optræde med samfundssatirisk gøgl. Sylvester blev ved at lave billedkunst, men samtidig blev han mere involveret i teater og musik. Clausen & Petersen lavede en række plader og Sylvester dannede bandet Sylvester og Svalerne, som også udgav flere plader. 
Han lever i dag af sin kunst, men medvirker en sjælden gang imellem i film. Senest har han udstillet på Sophienholm. Blandt hans udsmykninger i det offentlige rum er bronze-skulpturen "Det var det" (2002) på Sylvester-Petersens familiegravsted på Assistens Kirkegård i København. Han har galleriet Python, som har adresse i det indre København.
Leif Sylvester Petersen tog sit scenenavn Sylvester som rigtigt navn, efter at være blevet forvekslet med forfatteren Leif Petersen (født 1934).

## Filmografi
- Mig og Charly (1978)
- Hvem myrder hvem? (1978)
- Trællenes oprør (1979)
- Cirkus Casablanca (1981)
- Felix (1982)
- Rocking Silver (1983)
- Otto er et næsehorn (1983)
- Midt om natten (1984)
- Rainfox (1984)
- Hodja fra Pjort (1985)
- Mig og Mama Mia (1989)
- De frigjorte (1993)
- Min fynske barndom (1994)
- Carmen og Babyface (1995)
- En loppe kan også gø (1996)
- Pusher 2 (2004)
- Oldboys (2009)
- Kartellet (2014)

### Tv-serier
- Taxa (Tv-serie) (1997-1999)
- Rita (2012)